# سيزار ميزا كولي
سيزار ميزا كولي (بالإسبانية: César Meza Colli) هو مدرب كرة قدم ولاعب كرة قدم باراغواياني في مركز الوسط، ولد في 5 أكتوبر 1991 في أسونسيون في باراغواي. لعب مع اتحاد بافيا لكرة القدم وديبورتيفو ألافيس ونادي تشيزينا ونادي زيرا ونادي كشله ونادي نيفتشي باكو ونادي يونيفيرسيتاتيا كرايوفا ونادي أحد السعودي.

## وصلات خارجية
- سيزار ميزا كولي على موقع قاعدة بيانات كرة القدم.إي يو (الإنجليزية)
- سيزار ميزا كولي على موقع Soccerway.com (الإنجليزية)